# Стрекоза (фильм, 1954)
«Стрекоза́» (груз. ჭრიჭინა) — комедийный художественный фильм, снятый в 1954 году на киностудии «Грузия-фильм». В основе сюжета фильма — пьеса Мариам (Марики) Бараташвили «Маринэ». Фильм был выпущен в двух языковых версиях: грузинской и русской. Премьера русскоязычной версии: 27 декабря 1954 года, Москва. Песню «Чудный май» в русскоязычной версии фильма исполняла Виктория Иванова. Первые роли в кино Георгия Гегечкори и Рамаза Чхиквадзе. Лидер проката (1954, 11 место) — 26.92 млн зрителей.

## Сюжет
Трогательная и одновременно забавная история любви. Весёлая, добрая девушка по имени Маринэ — фантазёрка и затейница — влюбляется в молодого парня по имени Шота, архитектора из Тбилиси. Комический сюжет, полный забавных недоразумений, связанных с тем, что в одном селе живут две подружки-тёзки, две Маринэ Георгиевны Перадзе: но одна из девушек — лучший чаевод района, а другая — легкомысленная выпускница средней школы, за свой весёлый нрав прозванная Стрекозой.

## В ролях
- Лейла Абашидзе — Маринэ
- Цецилия Цуцунава — Эфросине
- Тамара Абашидзе — Элпите
- Александр Омиадзе — Георгий
- Лиана Асатиани — Маринэ, тёзка и однофамилица главной героини
- Медея Чахава — Цкриала
- Рамаз Чхиквадзе — архитектор Шота
- Давид Абашидзе — Бичико
- Сандро Жоржолиани — Кириле (Сергей Мартинсон)
- Георгий Шавгулидзе — Арчил
- Шалва Гамбашидзе — Ираклий
- Александра Тоидзе — Нато
- Додо Чичинадзе — Тина
- Тамара Цицишвили — мать Шоты
- Георгий Гегечкори — Леван
- Бидзина Цуладзе — профессор

### В эпизодах
- Эммануил Апхаидзе
- Лео Бакрадзе
- Михаил Султанишвили (в титрах — И. Султанишвили)
- Яков Трипольский
- Мераб Хиникадзе
- Н. Чхеидзе,

отсутствуют в титрах:
Тамара Тушишвили, Георгий Геловани, Ирина Магалашвили, Караман Мгеладзе, Иван Гвинчидзе

## Съёмочная группа
- Сценарий: Марика Бараташвили, Леван Хотивари
- Режиссёр: Сико Долидзе, Леван Хотивари
- Оператор-постановщик: Тамара Лобова, Дмитрий Фельдман
- Художник: Леван Шенгелия
- Композитор: Сулхан Цинцадзе
- Звукооператор: Владимир Долидзе
- Художник по костюмам: Елена Ахвледиани
- Режиссёр-монтажёр: Василий Доленко, ассистент Е. Бежанова
- Ассистенты режиссёра: Ф. Каменская, А. Мошиашвили
- Гримёр: Г. Мхеидзе
- Директор: Шалва Курдиани
- Режиссёр дубляжа: Леонид Варпаховский